# Prithvi
Prithvi Bir Bikram Shah Dev (Nepali श्री ५ महाराजाधिराज पृथ्वी वीर विक्रम शाह देव; * 18. August 1875; † 11. Dezember 1911) war von 1881 bis zu seinem Tod König von Nepal. Er war der Enkel seines Vorgängers Surendra und ebenfalls Enkel des langjährigen Regierungschefs Jang Bahadur Rana (1816–1877).
Zu den größten Ereignissen während seiner Herrschaft zählen die Einführung von Automobilen in Nepal und die Begründung von Wasser- und Sanitärsystemen im Land. Unter seiner Herrschaft wurde Nepal das erste Mal als souveräner Staat anerkannt.
| Vorgänger                | Amt                       | Nachfolger                    |
| ------------------------ | ------------------------- | ----------------------------- |
| Surendra Bikram Shah Dev | König von Nepal 1881–1911 | Tribhuvan Bir Bikram Shah Dev |

| Personendaten    | Personendaten               |
| ---------------- | --------------------------- |
| NAME             | Prithvi                     |
| ALTERNATIVNAMEN  | Prithvi Bir Bikram Shah Dev |
| KURZBESCHREIBUNG | König von Nepal             |
| GEBURTSDATUM     | 18. August 1875             |
| STERBEDATUM      | 11. Dezember 1911           |